# Джихадизм
Джихадизм — неологизм для современных вооружённых террористических группировок, которые стремятся основать государство на исламских принципах. В более узком смысле это относится к вере в то, что вооружённое противостояние является теологически законным методом социально-политических изменений в сторону шариатского метода управления.  Идеологи джихадизма представляют джихад как «революционную борьбу» против международного порядка с целью объединения мусульман под шариатским законом.
Термин «джихадизм» используется с 1990-х годов. Впервые его использовали индийские и пакистанские средства массовой информации, а также французские ученые, которые использовали более точный термин «Салафитский джихадизм» (или «джихадисткий салафизм»).
Французский политолог и востоковед Жиль Кепель выделил особую салафитскую форму джихадизма в 1990-х годах.
Создание в 2021 году Исламского Эмирата Афганистан и создание в 2024 году Сирийской Арабской Республики после Асада произошли из джихадистских группировок Талибан и Хайят Тахрир Аш-Шам соответственно.
Различают салафитский джихадизм и деобандийский джихадизм. К салафитским джихадистким организациям относятся: Салафия Джихадия, Аль-Каида, ИГИЛ, Салафитская группа проповеди и джихада, Боко харам, Аш-Шабаб, Хизбут Тахрир, Салафитская армия Абу Бакра, Салафитская армия Джайш аль-Умма, Имарат Кавказ, Дава ФФМ, Die Wahre Religion, Марокканская боевая группа и другие. Хотя Талибан является деобандийской, а не салафитской, организация тесно сотрудничала с салафитом Усама бен Ладеном и различными лидерами других салафитских джихадистов.

## Терминология
Понятие джихада («прилагать усилия»/«стремиться») является основополагающим в исламе и имеет множество применений: большой джихад (внутренний джихад) означает внутреннюю борьбу со злом в себе, а малый джихад (внешний джихад) подразделяется на джихад пера/языка (дебаты или наставление) и джихад меча. Современные мусульманские учёные обычно приравнивают военный джихад к оборонительной войне  . Большая часть современного мусульманского мнения считает, что внутренний джихад имеет приоритет над внешним джихадом в исламской традиции, в то время как многие западные авторы придерживаются противоположной точки зрения .
Дэвид Романо, исследователь политологии в Университете Макгилла в Монреале, Квебек, определил использование им этого термина как относящееся к «отдельному лицу или политическому движению, которое в первую очередь сосредотачивает свое внимание, дискурс и деятельность на проведении жестокой, бескомпромиссной кампании, которую они называют джихадом» .
Чтобы оправдать свои террористические акты, джихадисты прибегают к фетвам, разработанному джихадистско-салафитскими юридическими авторитетами, чьи правовые труды распространяются через Интернет .

## История
Некоторые наблюдатели    отметили изменение правил джихадизма — от изначальной «классической» доктрины до салафитского джихадизма 21-го века .  По словам историка права Садарата Кадри,  за последние пару столетий постепенные изменения в исламской правовой доктрине (разработанные салафитами, которые осуждали любое нововведение (бид'а) в религии) «нормализовали» то, что когда-то было «немыслимым» .
Первоначально термин «салафиты-джихадисты» был использован французским политологом Жилем Кепелем для обозначения иностранных добровольцев, которые приехали со всего мира, чтобы сражаться за ислам против марксистских сил в Афганистане и потеряли американо-саудовское финансирование и интерес после вывода советских войск, но хотели продолжить джихад в других местах.Сайид Кутб, египетский салафитский идеолог и видный лидер «Братьев-мусульман» в Египте, был влиятельным пропагандистом салафитской джихадисткой идеологии в 1960-х годах  .   Идеология кутбизма оказала влияние на джихадистские движения и террористов, которые стремятся свергнуть правительства, в частности,  на Усаму бен Ладена и Аймана аль-Завахири из «Аль-Каиды»    а также на салафитско-джихадистскую террористическую группировку ИГИЛ .  Более того, книги Кутба часто цитировались Усамой бен Ладеном и Анваром аль-Авлаки    .

### Салафизм и салафитский джихадизм (1990-е годы — настоящее время)
Некоторые из ранних исламских ученых и теологов, которые оказали глубокое влияние на террроризм и идеологию современного джихадизма, включают средневековых салафитских мыслителей Ибн Таймию и Мухаммада ибн Абд аль-Ваххаба, наряду с современными салафитскими идеологами Мухаммадом Рашидом Ридой, Сайидом Кутбом и Абулем Аля Маудуди   .
Термин «джихадизм» (ранее «салафитский джихадизм» ) возник в 2000-х годах для обозначения современных джихадистских движений, развитие которых в ретроспективе прослеживается в развитии салафизма, сопряженном с возникновением «Аль-Каиды».

## Салафитский джихадизм
Салафизм — течение в суннитском исламе, объединяющее мусульманских религиозных деятелей, которые в разные периоды  выступали с призывами ориентироваться на образ жизни праведных предков (салаф), квалифицируя как «бида» все позднейшие нововведения в указанных сферах, начиная с методов символико-аллегорической трактовки Корана и заканчивая всевозможными новшествами, привнесёнными в мусульманский мир его контактами с Западом.
К салафитам причисляются, например, Ибн Таймия, Мухаммад ибн Абд аль-Ваххаб и идеологи ассоциации «Братья-мусульмане».
По данным Deutsche Welle, «Салафизм» — это растущее движение в Германии, чья цель — создание халифата— несовместима с западной демократией.
По данным Федерального агентства по гражданскому образованию Германии, почти все террористы являются «салафитами», но не все салафиты являются террористами. Призыв к созданию религиозного государства в форме халифата означает, что салафиты отвергают верховенство закона и суверенитет народной власти .
Британский писатель Шираз Махер, автор книги «Салафитский джихадизм: история идеи», прослеживает истоки этого конкретного течения до Ибн Таймии и теолога XVIII века Мухаммада ибн Абд аль-Ваххаба.
В западной литературе для характеристики идеологии салафитов используются термины «традиционализм», «фундаментализм», «ваххабизм». Их также называют «мусульманскими пуританами».
Салафитский джихадизм религиозно-политическая суннитская идеология, которая стремится установить всемирный халифат, путем ведения борьбы и войны против немусульман и оправданием насильственного свержения местных мусульманских правительств как «ближнего врага» с целью установления законов шариата.
Джихадисты салафизма интерпретируют исламские священные писания «в их самом буквальном смысле», что, по утверждению её приверженцев, приведёт к возвращению к истинному исламу.

### Идеологи салафитского джихадизма
Идеологами салафитского джихадизма были арабские ветераны афганского джихада: Абу Катада аль-Филистини, сириец Абу Мусаб, Абу Хамза аль-Масри, и другие. Мохаммед Юсуф, основатель нигерийской салафитской группировки «Боко Харам»; Омар Бакри Мухаммад, Абу Бакр аль-Багдади, лидер «ИГИЛ» и другие также являются приверженцами салафизма.

#### Усама бен Ладен
Самым известным лидером салафитских джихадистов был Усама бен Ладен. Саудовские проповедники-диссиденты Салман аль-Ауда и Сафар аль-Хавали пользовались большим уважением в этой школе. Лидер «Аль-Каиды» Айман аз-Завахири хвалил Сайида Кутба, заявив, что призыв Кутба стал идеологическим вдохновением для современного движения салафитов-джихадистов.
Шагом по направлению к началу мирового «салафитского джихадизма» стало объявление 8 августа 1996 года Усамой бен Ладеном «Войны против американцев, занявших землю Двух Святынь».
Другие ведущие фигуры в салафитском джихадистском движении включают Анвара аль-Авлаки, бывшего лидера «Аль-Каиды» на Аравийском полуострове (АКАП); Абу Бакар Башир, лидер запрещенной индонезийской боевой группировки (Джемаа Исламия); Насир аль-Фахд, саудовский салафитско-джихадистский ученый, выступающий против саудовского государства и, как сообщается, присягнувший на верность ИГИЛ. Некоторые салафитские богословы осудили доктрины салафитского джихадизма как бидаа («нововведение») и «ересь».

#### Абу Хамза аль-Масри
Абу Хамза аль-Масри — радикальный салафитский джихадист и террорист. В 1979 году уехал в Великобританию. В 1987 году совершил хадж, во время которого познакомился с основателем движения афганских моджахедов Абдуллой Аззамом.
В 2012 году Европейский суд по правам человека в Страсбурге разрешил экстрадицию в США аль-Масри и ещё четырёх обвиняемых в терроризме. Абу Хамза аль-Масри был экстрадирован в США 5 октября 2012 года.
В ходе судебного процесса 7 мая 2014 года выяснилось, что Абу Хамза аль Масри работал на британскую контрразведку MI 5.
В январе 2015 года стало известно, что Абу Хамза приговорён к пожизненному лишению свободы.

#### Абу Бакр аль-Багдади
Абу Бакр аль-Багдади — салафитский джихадист и лидер салафитской группировки «ИГИЛ»

#### Другие салафитские идеологи
Другие ведущие фигуры в салафитском джихадистском движении включают Анвара аль-Авлаки, бывшего лидера «Аль-Каиды» на Аравийском полуострове (АКАП); Абу Бакар Башир, лидер запрещенной индонезийской боевой группировки (Джемаа Исламия); Насир аль-Фахд, саудовский салафитско-джихадистский ученый, выступающий против саудовского государства и, как сообщается, присягнувший на верность ИГИЛ.

### Увеличение численности салафитов
По словам Брюса Ливси, на 2005 год салафитские джихадисты распространяли своё влияние в Европе, предприняв более 30 попыток террористических атак в странах ЕС с сентября 2001 года по начало 2005 года.

### Салафитские джихадисткие организации
К «салафитским» джихадистским группировкам относятся «Аль-Каида», ныне несуществующая «Алжирская вооруженная исламская группа» (ВИГ) и египетская группировка «Аль-Гамаа аль-Исламия»,
Во время гражданской войны в Алжире 1992—1998 годов ВИГ была одной из двух основных салафитских вооруженных группировок (вторая — Армия Исламского спасения, то есть АИС), сражавшихся с алжирской армией и силами безопасности. Остатки ВИГ продолжили свою деятельность как «Салафитская группа проповеди и боя», которая с 2015 года называет себя «Аль-Каидой в странах исламского Магриба».

#### Салафия Джихадия
Салафия Джихадия  организация, которая была активна в Марокко и Испании. Имела связи с «Аль-Каидой» и Марокканской исламской боевой группой. Группировка стала широко известной после терактов в городе Касабланка в 2003 году, когда 12 террористов-смертников убили 33 человек, а 100 были ранены.

#### Аль-Каида
Возможно, самой известной и эффективной салафитской джихадистской группировкой была «Аль-Каида». «Аль-Каида» произошла от «Мактаб аль-Хидамат» (МАК) или «Офиса служб», мусульманской организации, основанной в 1984 году для сбора и распределения средств, а также вербовки иностранных моджахедов для войны против Советского Союза в Афганистане. Она была основана в Пешаваре, Пакистан, Усамой бен Ладеном и Абдуллой Юсуфом Аззамом . Когда стало очевидно, что джихад вынудил советских военных отказаться от своей миссии в Афганистане, некоторые моджахеды призвали к расширению своих операций, включив в них борьбу террористов в других частях мира, и 11 августа 1988 года бен Ладеном была сформирована «Аль-Каида». Члены должны были давать обет (баят) следовать за своими начальниками. «Аль-Каида» делала акцент на джихаде против «дальнего врага», под которым она подразумевала Соединённые Штаты. В 1996 году оно объявило о джихаде с целью изгнания иностранных войск и интересов с территорий, которые оно считало исламскими. Самой крупной  террористической операцией считаются теракты 11 сентября против Соединённых Штатов.

#### ИГИЛ
В Сирии и Ираке и «Джабхат ан-Нусра», и ИГИЛ описываются как салафитско-джихадистские группировки. Хассан Хассан, пишущий после побед ИГИЛ в Ираке, считает, что ИГИЛ является отражением «идеологической перестройки традиционного салафизма суннитского ислама» со времен Арабской весны, когда салафизм, «традиционно обращенный внутрь себя и лояльный политическому истеблишменту», «постоянно, хотя и медленно» подрывался салафитским джихадизмом.
Группировка ИГИЛ, которое изначально возглавлял аль-Багдади, было описано как более жестокое, чем «Аль-Каида», и более тесно связанное с ваххабизмом, наряду с салафизмом и салафитским джихадизмом. По словам корреспондента The New York Times Дэвида Д. Киркпатрика, руководство «ИГИЛ» публично заявляет о своей приверженности салафитскому (ваххабитскому) движению в своих «руководящих принципах». Он сообщил, что ИГИЛ распространяло фотографии саудовской религиозной программы.

#### Джабхат ан-Нусра
«Джабхат ан-Нусра» описывается как имеющая «жесткую салафитско-джихадистскую идеологию» и являющаяся одной из «самых эффективных» групп, борющихся с режимом.

#### Аль-Гамаа аль-Исламия
«Аль-Гамаа аль-Исламия», ещё одна салафитская джихадистская организация. Салафитская группировка вела мятеж против египетского правительства с 1992 по 1998 год, в ходе которого было убито не менее 800 египетских полицейских и солдат, террористов и мирных жителей. За пределами Египта он наиболее известен нападением в ноябре 1997 года на храм Хатшепсут в Луксоре, когда пятьдесят восемь иностранных туристов, оказавшихся в ловушке внутри храма, были выслежены, зарублены и расстреляны. Группировка объявила о прекращении огня в марте 1999 года.

#### Имарат Кавказ
В северокавказском регионе России Имарат Кавказ заменил национализм Чечни и Дагестана жесткой салафитско-такфиристской джихадистской идеологией. Они чрезвычайно сосредоточены на соблюдении концепции таухида (чистого монотеизма) и яростно отвергают любую практику ширка, таклида, иджтихада и бид’а . Они также верят в полное разделение между мусульманами и немусульманами, пропагандируя «Аль-Вала валь-Бара» и объявляя такфир любому мусульманину, который (по их мнению) является мушриком (политеистом) и не возвращается к соблюдению таухида и строгому буквальному толкованию Корана и Сунны, как следовали Мухаммед и его сподвижники (сахабы).

#### Боко Харам
«Боко Харам» в Нигерии — это салафитская джихадистская группировка, которая убила десятки тысяч людей, вынудила 2,3 миллиона человек покинуть свои дома.
По словам Мохаммеда М. Хафеза, «по состоянию на 2006 год двумя основными группами в лагере джихадистов-салафитов» в Ираке были Совет шуры моджахедов и группа «Ансар аль-Сунна». В Азербайджане также действует ряд небольших джихадистских салафитских групп.

### Распространие и финансирование салафитского джихадизма
Американские правительство и СМИ обвинили правительство Саудовской Аравии в поддержке джихадистов и терпимости к джихадистской культуре, отметив, что Усама бен Ладен и 15 из 19 угонщиков самолетов 11 сентября были из салафитской Саудовской Аравии.

В 2002 году в отчете Целевой группы по борьбе с финансированием терроризма Совета по международным отношениям было установлено, что:
«В течение многих лет частные лица, базирующиеся в Саудовской Аравии, были важнейшим источником финансирования для Аль-Каиды. И в течение многих лет саудовские чиновники закрывали глаза на эту проблему».
В дипломатических телеграммах США, опубликованных WikiLeaks в 2010 году, содержатся жалобы на финансирование суннитских экстремистов со стороны правительства Катара и Саудовской Аравии.
Согласно сообщению Госдепартамента США от 2009 года, сделанному тогдашним госсекретарем США Хиллари Клинтон, «доноры в Саудовской Аравии являются наиболее значительным источником финансирования суннитских террористических группировок по всему миру» — террористических группировок, таких как «Аль-Каида», афганский «Талибан». «Саудовская Аравия остается важнейшей финансовой базой поддержки салафитского и деобандийского терроризма». Утверждается, что некоторые благотворительные организации служат прикрытием для отмывания денег и финансирования терроризма, и что некоторые саудовцы «прекрасно знают, на какие террористические цели будут направлены их деньги».

## Деобанди джихадизм
Деобандийский джихадизм — воинствующая интерпретация ислама, которая опирается на учения движения Деобанди, зародившегося на Индийском субконтиненте в XIX веке. Движение Деобанди пережило 3 волны джихадизма. Первая волна включала создание исламской территории с центром в Тхана Бхаване старейшинами движения во время Индийского восстания 1857 года, до основания Дарул Улум Деобанда. Имдадуллах Мухаджир Макки был Амиром аль-Муминином этой территории. Однако после того, как британцы разгромили силы Деобанда в битве при Шамли, территория пала. После создания Даруль Улум Деобанд Махмуд Хасан Деобанди возглавил инициирование второй волны. Он мобилизовал вооруженное сопротивление против британцев посредством различных инициатив, включая создание «Самратут Тарбиат». Когда британцы раскрыли его «Движение шелковых писем», они арестовали его и держали в плену на Мальте. После освобождения он и его ученики занялись активной политической деятельностью и приняли активное участие в демократическом процессе.
В конце 1979 года пакистано-афганская граница стала центром третьей волны джихадистского движения Деобанди, подпитываемой советско-афганской войной. Под патронажем президента Зия-уль-Хака (который сам был из течения Деобанди) его расширение происходило за счет различных деобандийских медресе, таких как Даруль Улюм Хаккания и Джамия Улюм-уль-Исламия. Подготовленные боевики с пакистано-афганской границы участвовали в афганском джихаде, а затем сформировали различные деобандийские террористические организации, включая Талибан. Наиболее успешным примером деобандийского джихадизма является движение Талибан, установившее шариатское управление в Афганистане. Главу «Джамият Улема-и-Ислам» Сами-уль-Хака называют «отцом Талибана» .

### Деобанди как течение
Деобандизм, зародилось в городе Деобанд в Индии в конце XIX века. Течение Деобанди возникло как ответ на британский колониализм и предполагаемую угрозу культурного и религиозного господства западных держав в Индии. Течение известно своим упором на исламскую ученость, благочестие и приверженность строгому и буквальному следованию шариата. Деобандисты отвергают использование нововведений (бидаа) в религиозной практике и подчеркивают необходимость как можно более точного следования примеру Мухаммеда.

### Деобандизм и терроризм
Махмуд Хасан Деобанди, первый ученик Дарула Улума Деобанда, позже стал его директором и активно подстрекал к вооруженному восстанию через своих учеников. Будучи назначенным учителем в Дарул Улум Деобанд, он основал Самратут Тарбиат в 1878 году .
В Пакистане большинство населения следует секте Деобанди, в результате чего большинство медресе присоединились к этой секте .
Деобандийская террористическая организация «Талибан» было сформировано в Афганистане в середине 1990-х годов. Основателем движения «Талибан» был мулла Омар, бывший моджахед, потерявший глаз во время войны с Советским Союзом. В 1994 году он собрал группу студентов и религиозных ученых, многие из которых получили образование в медресе Деобанди, расположенных в Хайбер-Пахтунхве и Белуджистане, и основал Талибан как военное деобандийское движение.
Салафитские и деобандийские джихадисткие (террористические) организации возникли в Бангладеше в 1980-1990-е годы после Советской-Афаганской войны .